# Naked (film, 2017)
Pour les articles homonymes, voir Naked.
Pour plus de détails, voir Fiche technique et Distribution.
Naked ou Nu Dans un Ascenseur au Québec est une comédie américaine réalisée par Michael Tiddes, sortie en 2017. Il s’agit de l’adaptation du film suédois Naken de Torkel et Mårten Knutsson (2000).

## Synopsis
Rob est fou amoureux de Megan avec qui il est sur le point de se marier. Le matin de son mariage, il se retrouve complètement nu, coincé dans un ascenseur, et s'aperçoit qu’il est en retard pour se rendre à l’église. Chaque fois que la cloche de l’église sonne, il se retrouve à nouveau une heure plus tôt, nu dans l’ascenseur : Rob réalise alors qu’il est victime d’une boucle temporelle…

## Fiche technique
- Titre original : Naked
- Titre québécois : Nu Dans un Ascenseur
- Réalisation : Michael Tiddes
- Scénario : Rick Alvarez, Cory Koller et Marlon Wayans, d’après le scénario Naken de Torkel et Mårten Knutsson (2010)
- Direction artistique : Ermanno Di Febo-Orsini
- Décors : Cynthia E. Hill
- Costumes : Ariyela Wald-Cohain
- Photographie : David Ortkiese
- Montage : Lawrence Jordan
- Musique : David Newman
- Production : Rick Alvarez, Todd Garner, Ryan Lewis, Ted Sarandos et Marlon Wayans
- Sociétés de production : Broken Road Productions et Baby Way Productions
- Société de distribution : Netflix
- Pays d’origine :  États-Unis
- Langue originale : anglais
- Format : couleur
- Genre : Comédie et fantastique
- Durée : 96 minutes
- Dates de diffusion :
  -  Mondial : 11 août 2017

## Distribution
- Marlon Wayans (VF : Jean-Baptiste Anoumon) : Rob Anderson
- Regina Hall (VF : Olivia Dalric) : Megan Swope
- Dennis Haysbert (VF : Paul Borne) : Reginald Swope, le père de Megan
- Scott Foley (VF : Mathias Kozlowski) : Cody, l'ex de Megan
- Eliza Coupe (VF : Déborah Perret)  : Vicky, l'ex de Rob
- J. T. Jackson (VF : Jean-Michel Vaubien) : Benny
- Loretta Devine (VF : Laurence Crouzet) : Carol, la mère de Rob
- Brian McKnight (VF : Christophe Peyroux) : lui-même
- Cory Hardrict (VF : Pierre Alam) : Drill
- Rick Fitts (VF : Jean-Jacques Nervest) : le père Butterfield
- Dave Sheridan (VF : Gérard Darier) : l'officier Mike Bentley
- Neil Brown Jr. (VF : Jean-Rémi Tichit) : l'officier Rick McBride
- Jwaundace Candece (en) : Shaundra
- Jason Davis (VF : Christophe Desmottes) : le principal Melon
- Matthew Cornwell (VF : Jean-Christophe Barc) : le concierge
- Minka Kelly (VF : Chantal Baroin) : Callie, la prostituée (non créditée)

 Source et légende : version française (VF) sur RS Doublage et selon le carton du doublage français télévisuel.

## Production
Le 21 septembre 2016, il est annoncé que Marlon Wayans et Regina Hall seraient les vedettes du film. Le tournage débute le 17 octobre 2016.